# エミール・ビネメ
ポール・エミール・ビネメ (1802年7月6日 - 1869年1月17日)は19世紀フランスの作曲家である。

## 経歴
パリ大聖堂の生徒であったビネメは、音楽院でヴィクトル・ドゥルランとフランソワ＝ジョゼフ・フェティスに師事した。1822年に和声で賞を受賞し、1825年には音楽院主催の作曲大会にてフーガで受賞し、1826年にはカンタータ『エルミニ』でローマ賞第2位となった。
1827年、ピエール・デヴィーニュの後任としてノートルダム大聖堂の楽長に就任し、そこでルイ16世とマリー・アントワネットを讃えるレクイエムを演奏した。
1828年には、フランソワ＝アントワーヌ・アベネックとともに音楽院協会を設立した。ノートルダム大聖堂での職は、七月革命後に廃止され、その後は音楽院で和声と伴奏の指導に専念し、1864年に退職した。
1869年、66歳で死去。

## 作品
ビネメは宗教音楽、サロン音楽、序曲、音楽教育に関する本を書いた。
- 1842: パリの学童( Les Écoliers de Paris) ジュール・トゥルガン作詞
- 1842: Vole, ma noire gondole, melody, lyrics by Jules Turgan
- 1846: セオディ(Théodie)
- 1850: 黄金の蝶(Les Papillons d'or) op.11
- 1855: ネリーナ(Nérina)
- 1856: 王様のケーキ(Le Gâteau des Rois) エドモン・ド・フォルク作詞
- 1857: 小さな天使(Le Petit ange) ユージン・マホン作詞
- 1858: ボヘミアの花(Fleur de Bohême)
- 1859: アヴェ・レジーナ・コエロルム(Ave Regina coelorum)
- 1866: 怠惰への讃歌(Éloge de la paresse) アンティニャック作詞
- 1869: 子供と雀(L'Enfant et le passereau) シュピンナー作詞
- 1869: 五月(Mai) シュピンナー作詞
- シャルルの戴冠式を祝う歌(Chant français à l'occasion du Sacre de Charles X) オクターヴ・ユザンヌ作詞
- スクーナー船の出航(Le Départ de la goélette) ポワソン作詞
- 8声のフーガ(Fugue à huit voix réelles)
- 神への祈り(Priez Dieu) ポワソン作詞